# Barbara Bouchet
Pour les articles homonymes, voir Bouchet.
Barbara Bouchet, née Barbara Gutscher le 15 août 1943 à Reichenberg, est une actrice germano-américaine naturalisée italienne.

## Biographie

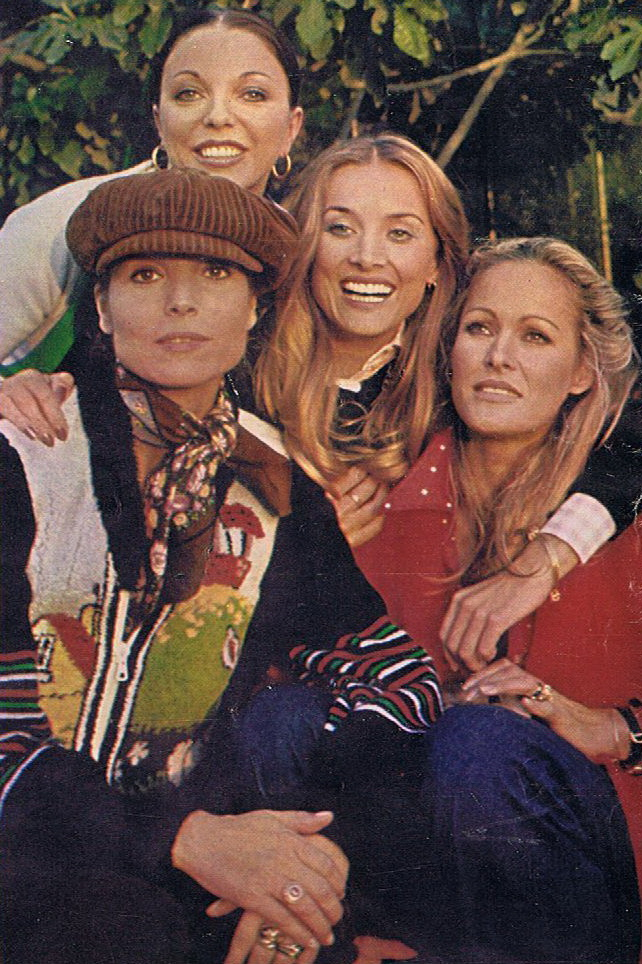
Elsa Martinelli (en bas à gauche), Joan Collins (en haut à gauche), Barbara Bouchet, Ursula Andress à Rome en décembre 1973.

Barbara Gutscher est née en 1943, l'aînée d'une fratrie de quatre enfants, à Reichenberg, le nom allemand de Liberec (aujourd'hui en Tchéquie) mais à l'époque encore largement peuplée de germanophones et faisant partie des Sudètes, une région de la Tchécoslovaquie annexée à l'Allemagne après les accords de Munich de 1938. À la fin de la guerre, à la suite de la conférence de Potsdam, la population de langue allemande de Tchécoslovaquie, dont une partie avait soutenu les troupes nazies, a été expulsée. La famille a été déplacée dans un camp de réfugiés en Allemagne occupée et de là, elle a obtenu un visa pour les États-Unis en vertu de la loi sur les personnes déplacées de 1948. En 1956, les Gutscher s'installent en Californie, à Five Points (en), puis à San Francisco, où Barbara a grandi. Son père, Fritz, était photographe, tandis que sa mère, Ingrid, était actrice.
C'est là qu'elle a rejoint le KPIX Dance Party (en), une troupe d'adolescents danseurs avec laquelle elle a régulièrement participé à des émissions de télévision à la fin des années 1950 et au début des années 1960. Elle a participé à l'émission de 1959 à 1962, date à laquelle elle a décidé de poursuivre une carrière cinématographique et de déménager à Hollywood, francisant son nom allemand en Barbara Bouchet. Au cours de la décennie suivante, elle décroche des petits rôles dans des films et téléfilms tels que Madame Croque-maris, Une vierge sur canapé, Prête-moi ton mari avec Romy Schneider ou Première Victoire d'Otto Preminger. En 1967, elle apparaît également dans un épisode de la deuxième saison de la série originale Star Trek, dans l'épisode Tu n'es que poussière dans le rôle de l'extraterrestre Kelinda. La même année, elle est Miss Moneypenny dans le film britannique Casino Royale, version parodique de James Bond.
Au début des années 1970, elle retourne en Europe et devient l'une des actrices les plus populaires de la comédie érotique italienne, notamment dans Un prêtre à marier de Marco Vicario, La Vie sexuelle de Don Juan d'Alfonso Brescia, Sexycon de Sergio Martino ou Les Mille et Une Nuits érotiques d'Antonio Margheriti. Elle apparaît souvent en une des nouveaux magazines érotiques tels que Playmen Italia, bientôt suivis d'apparitions à la télévision. Au début des années soixante-dix, elle participe à de nombreux poliziotteschi et gialli tels que Quelli che contano d'Andrea Bianchi, À la recherche du plaisir de Silvio Amadio, La Tarentule au ventre noir de Paolo Cavara, La dame rouge tua sept fois d'Emilio Miraglia et surtout La Longue Nuit de l'exorcisme, considéré comme un film majeur du cinéaste Lucio Fulci. Elle joue deux fois pour Fernando Di Leo, d'abord dans Milan calibre 9, premier opus de la trilogie du Milieu, puis dans Diamants de sang.
En 1975, elle est à l'affiche de Vertiges de Mauro Bolognini en compagnie de Marcello Mastroianni et Françoise Fabian. Elle joue aussi dans des comédies comme Le Canard à l'orange, Deux Idiots à Monte-Carlo, Les Zizis baladeurs, Comment perdre sa femme et trouver une maîtresse ou Je suis photogénique.
Avec le déclin du cinéma italien, elle est redevenue plus active à la télévision. En 1985, elle s'est tournée vers le fitness, en lançant une série de livres et de cassettes vidéo d'aérobic et en ouvrant une salle de sport à Rome. Elle joue dans le film américain Gangs of New York (2002). De 2008 à 2010, elle a joué le rôle de la mère de Stella (Christiane Filangieri) dans la série italienne à succès Ho sposato uno sbirro (it).
En 2020 elle participe à la 15e saison de l'émission Ballando con le stelle, la version italienne de Danse avec les stars. Elle est également à l'affiche du film policier Calibro 9 ainsi que de la comédie à succès Tolo Tolo de Checco Zalone. En 2021, elle joue le rôle de la sorcière dans Una famiglia mostruosa (it).

## Filmographie

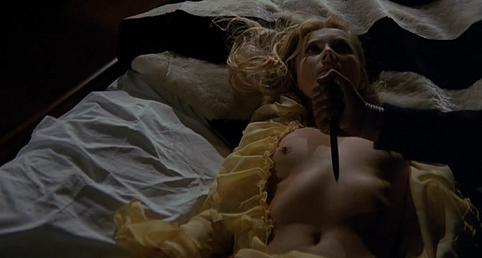
Barbara Bouchet dans La Tarentule au ventre noir en 1971.

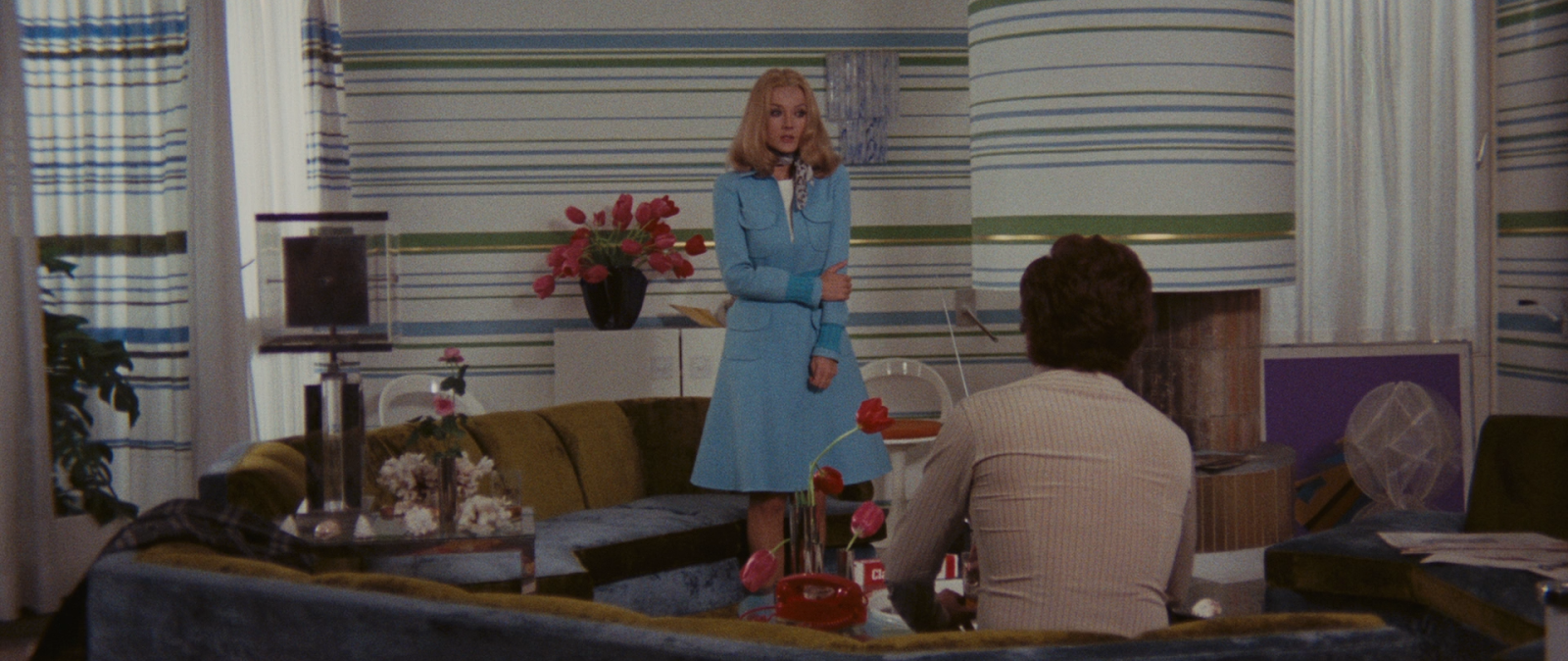
Barbara Bouchet dans La dame rouge tua sept fois en 1972.

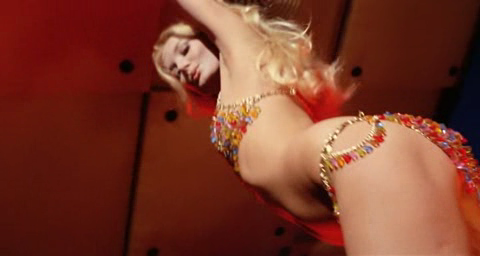
Barbara Bouchet dans Milan calibre 9 en 1972.

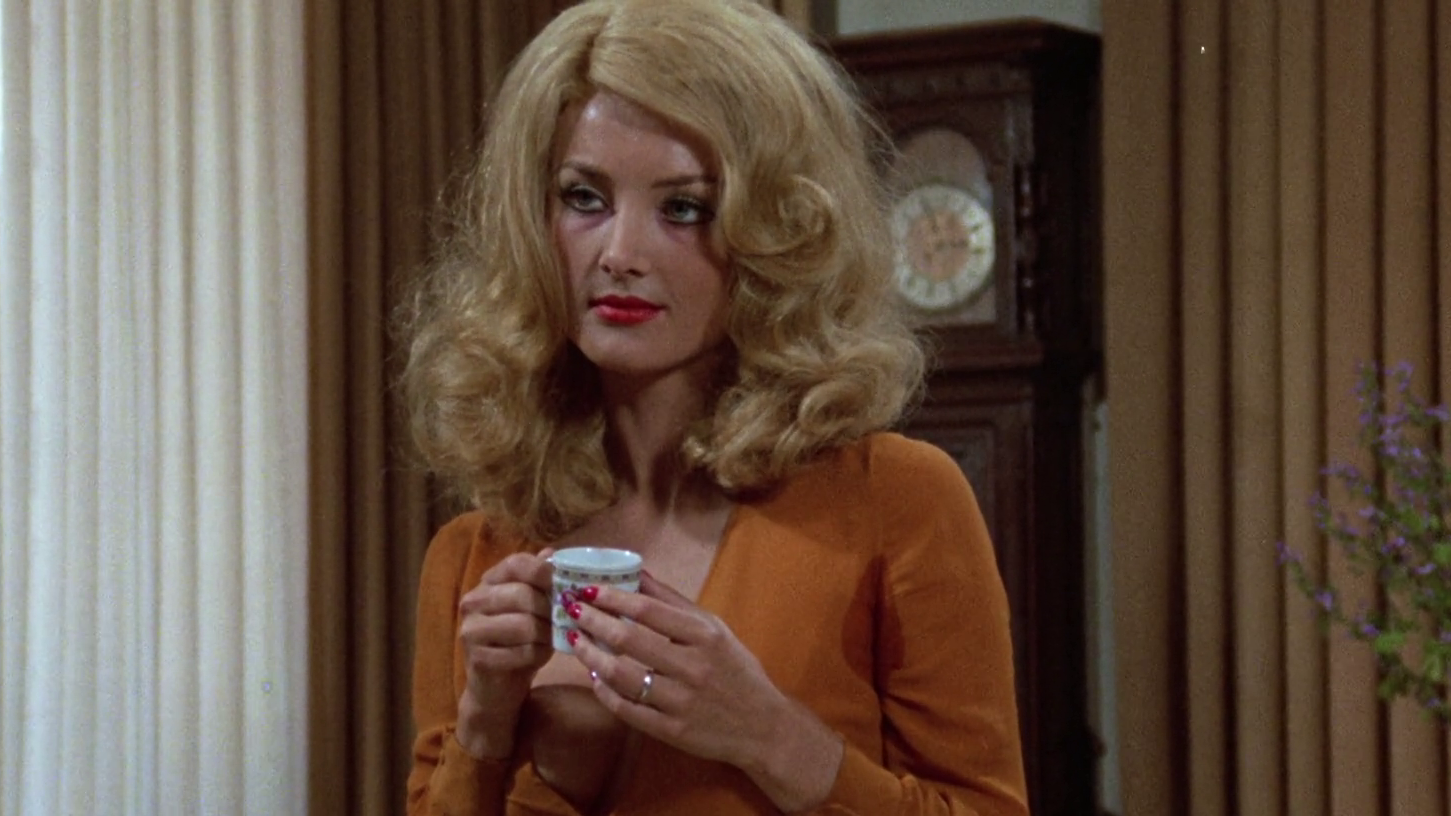
Barbara Bouchet dans Quelli che contano en 1974.

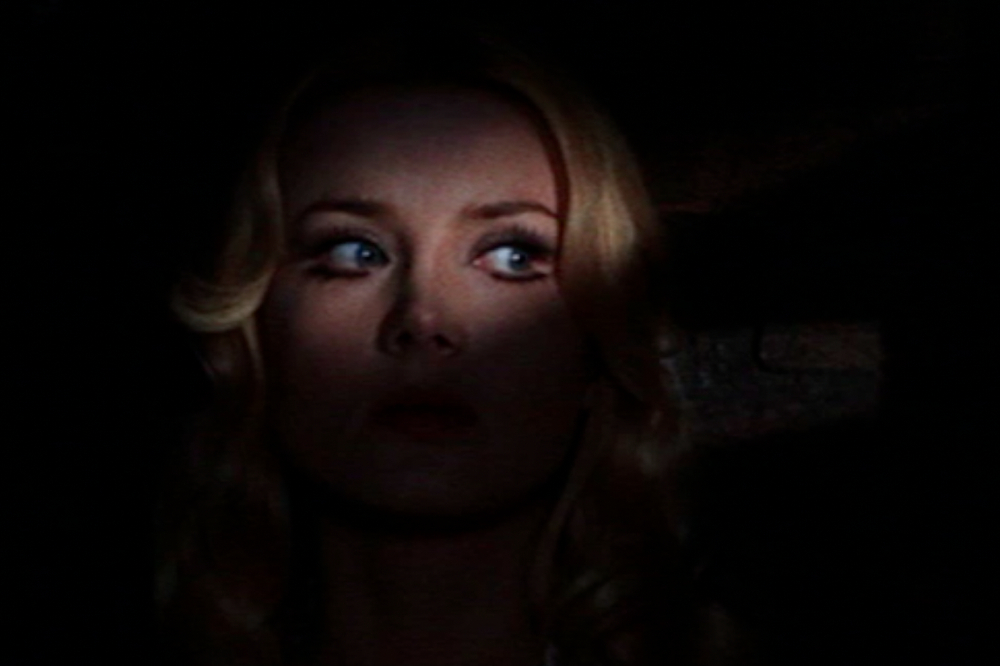
Barbara Bouchet dans À la recherche du plaisir en 1972.

### Cinéma
- 1964 : Papa play-boy (A Global Affair) de Jack Arnold : Une fille
- 1964 : Madame Croque-maris (What a Way to Go!) de J. Lee Thompson : Une passagère dans l'avion
- 1964 : Les Séducteurs (Bedtime Story) de Ralph Levy : L'Allemande
- 1964 : Prête-moi ton mari (Good Neighbor Sam) de David Swift : La réceptionniste
- 1964 : Une vierge sur canapé (Sex and the Single Girl) de Richard Quine : La photographe à la fête d'anniversaire
- 1965 : L'Encombrant Monsieur John (John Goldfarb, Please Come Home) de J. Lee Thompson : Astrid Porche
- 1965 : Première victoire (In Harm's Way) d'Otto Preminger : Liz Eddington
- 1966 : Le Mur des espions (Agent for H.A.R.M.) de Gerd Oswald : Ava Vestok
- 1967 : Casino Royale de Val Guest, Kenneth Hughes, John Huston, Joseph McGrath et Robert Parrish : Moneypenny
- 1967 : Le Coup du lapin (Danger Route) de Seth Holt : Marita
- 1969 : Sweet Charity de Bob Fosse : Ursula
- 1969 : Maximum Flic (Colpo rovente) de Piero Zuffi : Monica Brown
- 1970 : Le Devoir conjugal (Il debito coniugale) de Francesco Prosperi : Candida
- 1970 : L'Âne d'or (L'asino d'oro: processo per fatti strani contro Lucius Apuleius cittadino romano) de Sergio Spina
- 1971 : Un prêtre à marier (Il prete sposato) de Marco Vicario : Signora Marchio
- 1971 : La Vie sexuelle de Don Juan (Le calde notti di Don Giovanni) d'Alfonso Brescia : Esmeralda Vargas
- 1971 : L'uomo dagli occhi di ghiaccio d'Alberto De Martino : Anne Saxe
- 1971 : La Tarentule au ventre noir (La tarantola dal ventre nero) de Paolo Cavara : Maria Zani
- 1971 : Non commettere atti impuri (it) de Giulio Petroni : Nadine
- 1971 : Nokaut de Boro Drašković
- 1971 : La Patrouille du ciel (Forza G) de Duccio Tessari : Karin
- 1972 : Racconti proibiti... di niente vestiti de Brunello Rondi : Lucrezia degli Uberti
- 1972 : Les Mille et Une Nuits érotiques (Finalmente... le mille e una notte) d'Antonio Margheriti : Mariam
- 1972 : La calandria de Pasquale Festa Campanile : Lucrezia
- 1972 : Una cavalla tutta nuda de Franco Rossetti : Gemmata
- 1972 : Milan calibre 9 (Milano calibro 9) de Fernando Di Leo : Nelly Bordon
- 1972 : À la recherche du plaisir (Alla ricerca del piacere) de Silvio Amadio : Greta Franklin
- 1972 : Valeria dentro e fuori (it) de Brunello Rondi : Valeria Rocchi
- 1972 : Meurtre dans la 17e avenue (Casa d'appuntamento) de Ferdinando Merighi : Francine Boulert
- 1972 : La dame rouge tua sept fois (La dama rossa uccide sette volte) d'Emilio Miraglia : Kitty Wildenbrück
- 1972 : La Longue Nuit de l'exorcisme (Non si sevizia un paperino) de Lucio Fulci : Patrizia
- 1973 : Encore une fois avant de se quitter (Ancora una volta prima di lasciarci) de Giuliano Biagetti : Luisa
- 1973 : Il sorriso della iena de Silvio Amadio : Une invitée à la fête
- 1973 : Il tuo piacere è il mio (it) de Claudio Racca : La prostituée
- 1973 : Ricco (Un tipo con una faccia strana ti cerca per ucciderti) de Tulio Demicheli : Scilla
- 1974 : L'Abbesse de Castro (La badessa di Castro) d'Armando Crispino : Elena, abbesse de Castro
- 1974 : La svergognata de Giuliano Biagetti : Silvia Lorenzi, l'épouse de Fabio
- 1969 : Surabaya Conspiracy de Wray Davis : Irene Stone
- 1974 : Quelli che contano d'Andrea Bianchi : Margie
- 1975 : Le Canard à l'orange (L'anatra all'arancia) de Luciano Salce : Patty
- 1975 : L'amica di mia madre (it) de Mauro Ivaldi : Barbara
- 1975 : Amore vuol dir gelosia de Mauro Severino : Corinna Borotto
- 1975 : Vertiges (Per le antiche scale) de Mauro Bolognini : Carla
- 1976 : L'Ombre d'un tueur (Con la rabbia agli occhi) d'Antonio Margheriti : Anny
- 1976 : To agistri (el) (Το αγκίστρι) d'Erricos Andreou (el) : Iro Maras
- 1976 : Spogliamoci così, senza pudor de Sergio Martino : Yolante Gangi
- 1976 : Sexycon (40 gradi all'ombra del lenzuolo) de Sergio Martino, segment I soldi in banca : La femme
- 1976 : Deux Idiots à Monte-Carlo (Tutti possono arricchire tranne i poveri) de Mauro Severino : Comtesse Federici Fontana
- 1977 : Diamants de sang (Diamanti sporchi di sangue) de Fernando Di Leo : Lisa
- 1977 : L'appuntamento de Giuliano Biagetti : Ingrid
- 1978 : Comment perdre sa femme et trouver une maîtresse (Come perdere una moglie e trovare un'amante) de Pasquale Festa Campanile : Eleonora
- 1978 : Travolto dagli affetti familiari de Mauro Severino
- 1979 : Samedi, dimanche, vendredi (Sabato, domenica e venerdì) de Pasquale Festa Campanile : Enza (segment : Dimanche)
- 1979 : Liquirizia de Salvatore Samperi : Raffaella
- 1980 : Les Zizis baladeurs (La moglie in vacanza... l'amante in città) de Sergio Martino : Valeria Damiani
- 1980 : Je suis photogénique (Sono fotogenico) de Dino Risi : Elle-même
- 1981 : Crema, cioccolata e... paprika (it) de Michele Massimo Tarantini : Eleonora Bonifazi
- 1981 : Spaghetti a mezzanotte de Sergio Martino : Celeste La Gastra
- 1981 : Perché non facciamo l'amore? (it) de Maurizio Lucidi : Manuela Robelli
- 1981 : Occupe-toi d'Amélie (Per favore, occupati di Amelia) de Flavio Mogherini : Amélie
- 1982 : Diamond Connection (it) de Sergio Bergonzelli : Karen
- 2001 : Mers tropicales (Mari del sud) de Marcello Cesena (it) : L'égérie de la publicité
- 2002 : Gangs of New York de Martin Scorsese : Mme Schermerhorn
- 2007 : Bastardi (it) de Federico Del Zoppo : Carmen Iuvara
- 2009 : Giallo? de Antonio Capuano : Valeria
- 2009 : Butterfly zone - Il senso della farfalla de Luciano Capponi : La femme à la moustache
- 2009 : La vita dispari de Luca Fantasia : Ludovica Levi
- 2011 : Finalmente la felicità de Leonardo Pieraccioni : Elle-même
- 2013 : Darkside Witches (it) de Gerard Diefenthal : Sibilla
- 2016 : Das Wetter in geschlossenen Räumen d'Isabelle Stever : Elle-même
- 2017 : Easy - Un viaggio facile facile d'Andrea Magnani : Delia
- 2017 : In Search of Fellini de Tara Lexton : L'hôtesse
- 2018 : Metti la nonna in freezer (it) de Giancarlo Fontana (it) et Giuseppe G. Stasi (it) : Birgit
- 2020 : Calibro 9 de Toni D'Angelo : Nelly
- 2020 : Tolo Tolo de Checco Zalone : Mme Inge
- 2021 : Una famiglia mostruosa (it) de Volfango De Biasi (it) : Crisilde
- 2023 : Diabolik, chi sei? de Marco et Antonio Manetti

### Télévision
- 1967 : Le Virginien (TV) : saison 6 épisode 15 (The Fortress (Le Troupeau volé)) : Marianne Viret
- 1968 : Star Trek (série) : épisode Tu n'es que poussière : Kelinda
- 1972 : Cool Million (TV) : Carla Miles
- 1983 : Beauty Center Show (série télévisée) : Différents personnages
- 1983 : La Pourpre et le Noir (The Scarlet and the Black) (TV) : Minna Kappler
- 1992 : Quelli della speciale (feuilleton TV)
- 2003 : Incantesimo 6 (série télévisée)
- 2006 : La provinciale (téléfilm) : Elvira Coceanu
- 2006 : Capri (série télévisée) : Avv. Maggioni